# Norden, Greater Manchester
Norden är en ort i distriktet Rochdale, i grevskapet Greater Manchester, i England. Denna ward hade 9 733 invånare år 2021. Norden var en civil parish från 1894 till 1933 då den blev en del av Rochdale och Heywood. Denna civil parish hade 4 348 invånare år 1931. Norden var ett distrikt från 1894 till 1933 då den blev en del av Rochdale och Heywood.